# آس

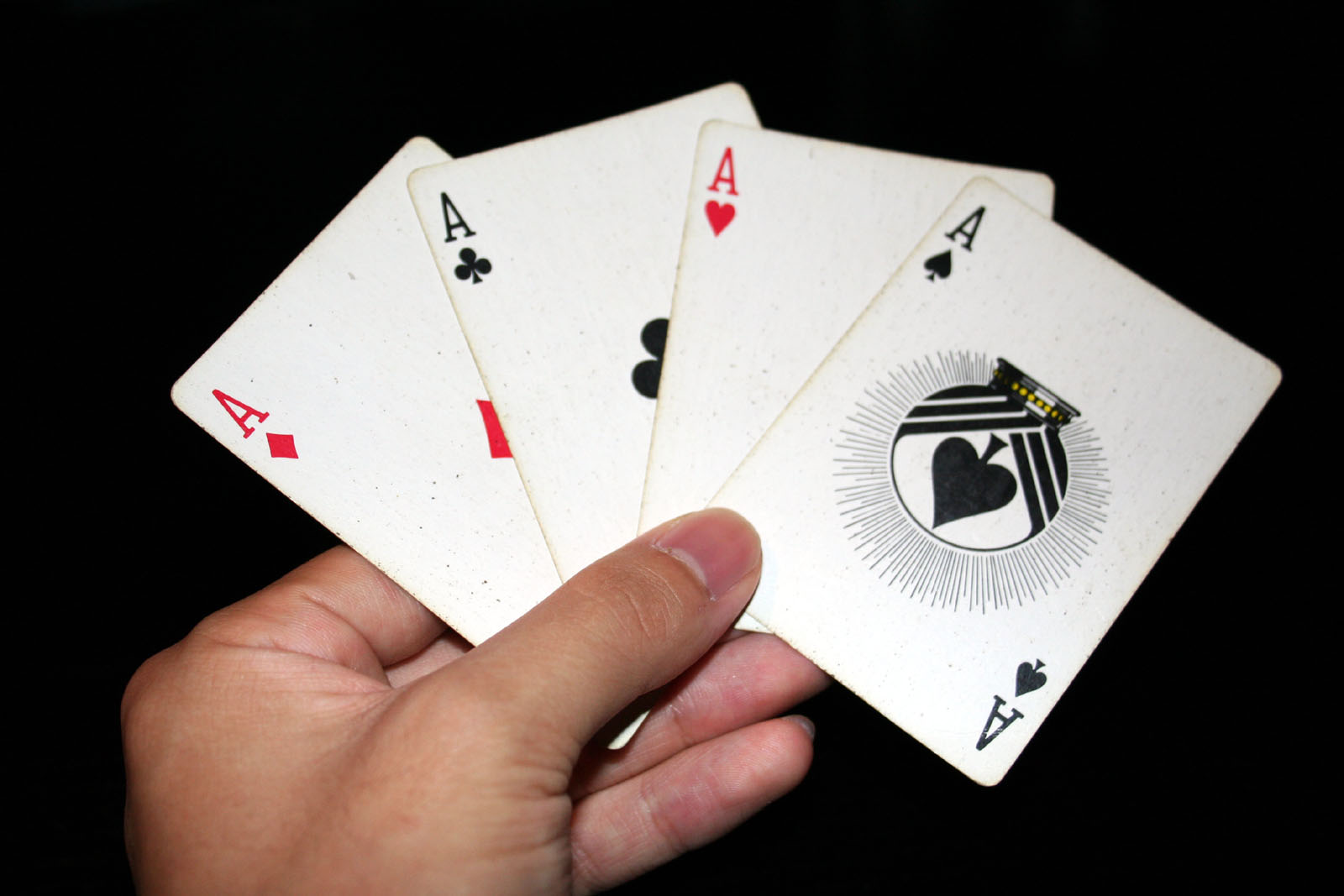
نمونه ورق‌های آس

'آس (به انگلیسی: ‌Ace) یا توس به هر کدام از چهار ورق  تک   یا   'تک‌خال  در ورق بازی گفته می‌شود.

## امتیاز
در بازی دو نفری پاسور بدست آوردن هر آس یک امتیاز دارد که واحد شمارش این امتیاز (بازی) می‌باشد.

## نمونه ورق‌ها
| آس پیک (توسِ قِرِه) | آس گشنیز (توسِ پشه) | آس دل (توسِ نار) | آس خشت (توسِ خشت) |
| ---------------- | ------------------ | --------------- | ---------------- |
| A of spade       | A of club          | A of heart      | A of diamond     |

در پاسور به زبان ایرانی به آس، تَک گفته می‌شود؛ مانند تک خشت، تک دل، تک پیک، تک گشنیز یا خاج.
آس، معمولاً بهترین کارت هر دست به حساب می‌آید که بعد از شاه قرار دارد
ترتیب کارت‌ها از ضعیف به قوی:
1. دو(۲)
2. سه(۳)
3. چهار(۴)
4. پنج(۵)
5. شش(۶)
6. هفت(۷)
7. هشت(۸)
8. نه(۹)
9. ده(۱۰)
10. سرباز
11. بی‌بی
12. شاه
13. آس

ما دو رنگ و چهار دسته کلی کارت در ورق داریم بنابر این شما باید ۵۲ کارت داشته باشید اما ممکن است به خاطر کارت جوکر (joker) 54 کارت باشد.